# 五條市立図書館

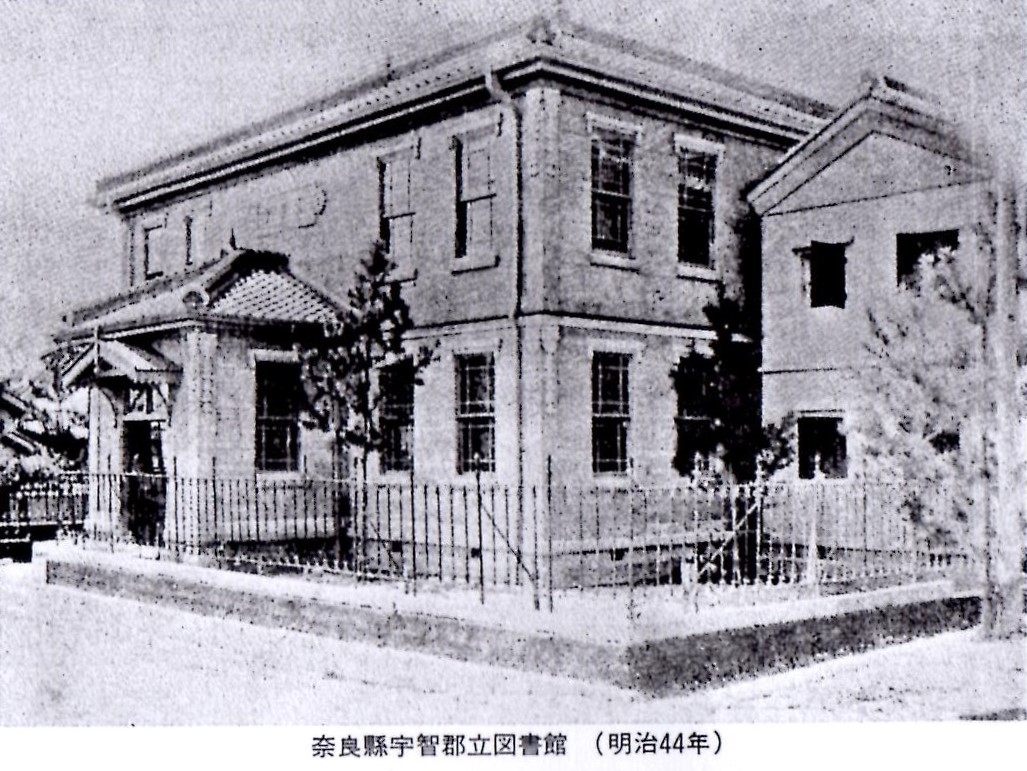
1911年（明治44年）の宇智郡立図書館 『五條市立図書館創立80周年記念誌 1980』より

五條市立図書館（ごじょうしりつとしょかん）は、奈良県五條市本町にある公共図書館。小学校を巡回している移動図書館自動車・やまびこ号がある。2016年（平成28年） 3月末現在の蔵書数は、94,339冊 。2015年（平成27年）2月に地元高校生によるキャラクターデザインの五條市立図書館マスコットキャラクター「すーくん」が誕生。

## 歴史
五條市は、紀伊半島のほぼ中央部に位置し、奈良盆地の南西部にある人口29,785人の町。五條市立図書館は、前身となる宇智郡立図書館が1900年（明治33年） に五條町に設置される。奈良県では最初の公立図書館であり、1900年（明治33年）5月10日、「皇太子殿下（嘉仁親王]・大正天皇）御婚礼大展奉祝」の紀念として設置された。皇太子夫妻は5月23日から6月7日に三重県・奈良県・京都府を巡啓。図書館の初代館長は、郡長の上田兼三。開館当時の閲覧には閲覧券が必要で、普通と特約の2種類あり、普通閲覧券は一銭（学校生徒は五里）、特約閲覧券は1か年で二十銭（学生は十銭）。1902年（明治35年）度の経費は四百四拾四円。その後、1978年（昭和53年）7月、現在地に図書館が建設される。奈良県での公立図書館は宇智郡立図書館の開館以降、1909年（明治42年）11月に奈良県立戦捷（せんしょう）紀念図書館（旧奈良県立図書館）の開館となる。

### 年表
- 1889年（明治22年）4月1日 - 町村制の施行により、五條村、須恵村、新町村、二見村、大島村が合併して、宇智郡五條町が発足
- 1900年（明治33年） - 宇智郡立図書館として五條町に設置[5]
- 1911年（明治44年） - 図書館を新築[6]
- 1957年（昭和32年）10月15日 - 町村合併（五條町、野原町、牧野村、北宇智村、大阿太村、宇智村、南宇智村、阪合部村）による五條市発足に伴い、五條市立図書館に改称
- 1978年（昭和53年）7月 - 現在地に図書館を建設
- 1979年（昭和54年） - 移動図書館自動車「やまびこ号」による市内小学校の巡回を開始

## 概要

### 建物概要
五條市立図書館は、五條市本町1丁目1番5号に位置し、東向きに玄関があり、北側で五條市立五條小学校に隣接している。現存の建物は、3階建で1978年（昭和53年）7月に現在地に建設されるが、エレベーターは未設置。延床面積は、761平方メートル。
- 1階：玄関左に返却ポスト、エントランス、カウンター 、展示コーナー、資料検索機（OPAC）、館内パソコン、一般図書
- 2階：児童書他、乳幼児室
- 3階：閲覧席（16席）、研修室、郷土資料室

駐車場は、市役所の北側駐車場の利用が可能

### サービス
インターネット上での予約・取り置き、貸し出し状況の確認ができるサービスがあり、利用者登録することで利用ができる。 カウンターまたはインターネットから、1人5冊まで本を予約できる。コピーは図書館蔵書の本に限り、セルフサービスで可能。インターネットの利用は、1回30分まで。図書館に来ることが困難な住民に、五條市立図書館所蔵の図書・雑誌（最新号は除く）を合わせて5冊まで期間は2週間で、貸出資料を宅配するサービスを行っている。読んだ本のタイトルや感想など、読書の記録を残すための「読書通帳」をカウンターで配布している。 また、2013年（平成25年）4月から奈良県五條市、大阪府河内長野市、和歌山県橋本市の府県を接する三市では、各市の図書館で貸出が行える図書館相互利用を実施している。館外貸出には利用者登録が必要で、その地域に在住の場合は利用者登録をすることができる。

#### 主なイベント
- 毎月：おはなし会（3歳から小学生を対象にした、五條おはなし会と図書館スタッフによる絵本や人形をつかったおはなし）
- 毎月：えほんのとびら（図書館スタッフによる読み聞かせ会）
- １月：五條かるた大会
- 11月：ブックリサイクル（図書館で除籍になった小説・雑誌・趣味の本などを無料で譲渡）
- 12月：クリスマス会

#### 館外貸出
- 本は5冊、2週間まで借りることができる
- 利用期間の延長は、電話やインターネットで受付日から2週間まで延長が可能
  - ただし、貸出期間の過ぎた本や、他の利用者から予約の入っている本は延長できない
- 返却は、カウンターまたは玄関左側の返却ポストに投かんする

#### 開館時間
- 9時 - 17時

#### 休館日
- 毎週水曜日
- 年末年始
- 特別整理期間

### 立地
- JR西日本 和歌山線五条駅より南西方向に徒歩約20分の場所に位置しており、五條市立五條小学校と隣接している。周辺には五條市役所や五條市立中央体育館、五條市市民会館など公的機関があり市街地の中心に立地している。国道24号、本町1丁目交差点から北に80メートルとアクセスも良い。